# Myripristis leiognathus
Myripristis leiognathus är en fiskart som beskrevs av Valenciennes, 1846. Myripristis leiognathus ingår i släktet Myripristis och familjen Holocentridae. IUCN kategoriserar arten globalt som livskraftig. Inga underarter finns listade i Catalogue of Life.